# Caoilfhionn
Caoilfhionn  è un nome proprio di persona irlandese femminile.

## Varianti
- Femminili: Caoilfionn, Cáelfind[2], Cáelainn[2], Caellainn, Caoileann[1], Caoilinn[1][2]
  - Forme anglicizzate: Keelin[1], Keelan[1]

### Varianti in altre lingue
- Inglese: Caelan[1]

## Origine e diffusione
È composto dagli elementi caol ("snello", da cui anche Kelvin e Kyle) e fionn ("bello", "delicato", "puro", "bianco", presente anche in Fiona, Fionnuala, Fintan, Fionnbharr e Bébinn).
Il nome è stato anglicizzato in diverse forme in tempi relativamente recenti; a proposito di tali varianti, va notato che Keelan viene talvolta usata come nome maschile, e inoltre, Caoilfhionn viene anglicizzato anche utilizzando il nome Kaylyn.

## Onomastico
L'onomastico si può festeggiare il 3 febbraio in memoria di santa Caoilfionn (o Caellainn), vergine, a cui è dedicata una chiesa a Roscommon